# Dictya abnormis
Dictya abnormis är en tvåvingeart som beskrevs av Steyskal 1954. Dictya abnormis ingår i släktet Dictya och familjen kärrflugor. Inga underarter finns listade i Catalogue of Life.